# Kraszewice (gmina)

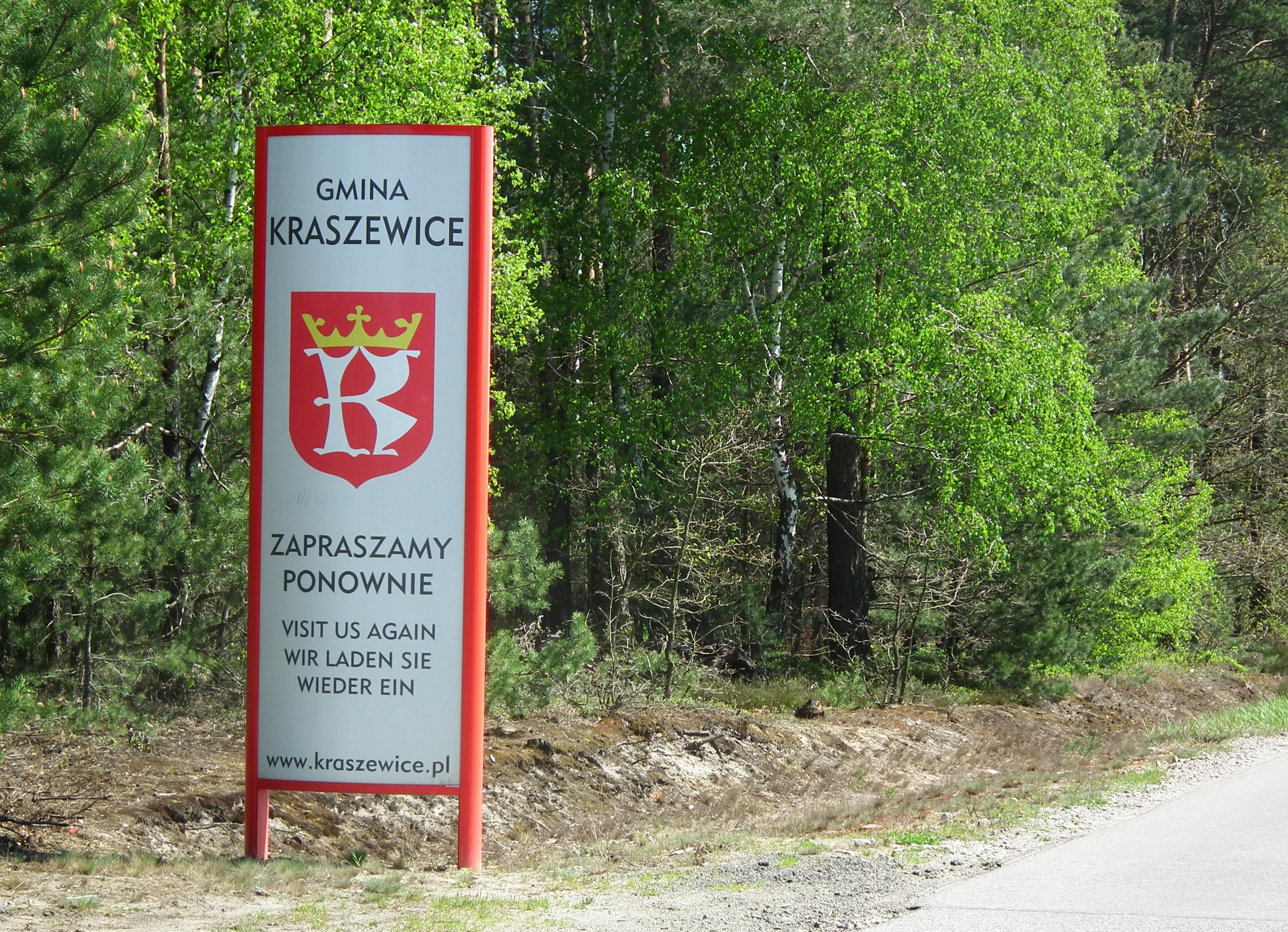
Witacz gminny koło Głuszyny

Kraszewice (do 1953 gmina Skrzynki) – gmina wiejska w województwie wielkopolskim, w powiecie ostrzeszowskim. W latach 1984–1998 gmina położona była w województwie kaliskim.
Siedziba gminy to Kraszewice.
Według danych z 30 czerwca 2004 gminę zamieszkiwało 3651 osób. Natomiast według danych z 31 grudnia 2017 roku gminę zamieszkiwało 3612 osób.

## Historia
Gmina Kraszewice powstała 21 września 1953 w powiecie wieluńskim w województwie łódzkim po przemianowaniu gminy Skrzynki na gminę Kraszewice. Gmina została zniesiona 29 września 1954 wraz z reformą wprowadzającą gromady w miejsce dotychczasowych gmin.
Kolejna reforma administracyjna w 1973 roku nie przywróciła gminy Kraszewice. Została ona reaktywowana dopiero 1 stycznia 1984 w województwie kaliskim a jej obszar wyodrębniono z gminy Grabów nad Prosną.

## Struktura powierzchni
Według danych z roku 2002 gmina Kraszewice ma obszar 75,11 km², w tym:
- użytki rolne: 59%
- użytki leśne: 34%.

Gmina stanowi 9,72% powierzchni powiatu.
W okolicznych lasach znajdują się leje po pociskach rakietowych z okresu II wojny światowej V-2.

## Demografia
Dane z 30 czerwca 2004:
| Opis                              | Ogółem | Ogółem | Kobiety | Kobiety | Mężczyźni | Mężczyźni |
| --------------------------------- | ------ | ------ | ------- | ------- | --------- | --------- |
| jednostka                         | osób   | %      | osób    | %       | osób      | %         |
| populacja                         | 3651   | 100    | 1832    | 50,2    | 1819      | 49,8      |
| gęstość zaludnienia (mieszk./km²) | 48,6   | 48,6   | 24,4    | 24,4    | 24,2      | 24,2      |

- Piramida wieku mieszkańców gminy Kraszewice w 2014 roku[1].

## Sąsiednie gminy
- Brzeziny, Czajków, Grabów nad Prosną, Sieroszewice